# 1830년 프랑스 총선
1830년 프랑스 총선은 1830년 프랑스에서 치러진 선거로, 샤를 10세가 전제정치에 방해되는 의회를 해산시키고 새로 소집하기 위해 치러진 선거다.

## 선거 결과
| 정당     | 의석수 |
| -------- | ------ |
| 좌파     | 274석  |
| 초왕당파 | 104석  |

## 영향
그러나 새 의회에는 반대파의 세력이 더욱 늘어났고, 이에 샤를 10세는 소집도 되기 전에 해산시켜 버린다. 이에 의회는 루이 필리프를 '프랑스 국민의 왕'으로 선출하며 7월 혁명이 일어나 7월 왕정이 성립했고, 본 의회는 7월 왕정의 첫 의회가 된다